# 914 Палісана
914 Палісана (914 Palisana) — астероїд головного поясу, відкритий 4 липня 1919 року.
Тіссеранів параметр щодо Юпітера — 3,332.

## Опис
Вуглецевий астероїд відноситься до типу CU за таксономічною схемою Толена. Він обертається навколо Сонця на відстані 1,9-3,0 а.о. раз на 3 роки та 10 місяців (1 407 днів). Її орбіта має ексцентриситет 0,21 і нахил 25° по відношенню до екліптики.
Вимірювання за допомогою адаптивної оптики в обсерваторії Кека дають оцінку діаметру в 76 км. Відношення розмірів між великою і малою зоряними осями становить 1,16. 2004 року астероїд спостерігали, коли він затуляв собою зорю. Отримані хорди були використані для визначення оцінки діаметра 91.2 км. Це погано збігається з діаметром, визначеним іншими способами.
Мала планета названа на честь австрійського астронома Йоганна Палізи (1848—1925), який сам відкрив багато астероїдів між 1874 і 1923 роками.